# Melissa Kössler
Klara Melissa Kössler (* 4. März 2000 in Potsdam) ist eine deutsche Fußballspielerin.

## Karriere

### Vereine
Kössler spielte von 2006 bis 2017 für den 1. FFC Turbine Potsdam und durchlief alle Jugendmannschaften der Altersklassen U7 bis U17. Mit den B-Juniorinnen gewann sie sowohl 2015 als auch 2016 die Deutsche Meisterschaft. 2017 erreichte sie mit der Mannschaft das Finale, in dem man jedoch dem FC Bayern München mit 1:2 unterlag. 2016/17 kam sie neben ihren Einsätzen für die B-Juniorinnen ebenfalls in 15 Ligaspielen für die zweite Frauenmannschaft in der 2. Bundesliga Nord zum Einsatz. Zur Saison 2017/18 unterschrieb sie einen Zweijahresvertrag für die Bundesligamannschaft, lief aber zunächst weiter für die zweite Mannschaft auf. Ihr Debüt in einem Pflichtspiel der ersten Mannschaft folgte am 15. April 2018 im mit 1:3 verlorenen DFB-Pokal-Halbfinale gegen den FC Bayern München mit ihrer Einwechslung für Anna Gasper in der 60. Minute. Ihr Bundesligadebüt gab sie schließlich drei Tage später, am 18. April 2018 (14. Spieltag), als sie beim 1:0-Heimsieg gegen den SC Freiburg in der Startelf stand und in der 72. Minute für Wibke Meister ausgewechselt wurde.
Im Sommer 2019 wechselte sie für eine duale Karriere aus Studium und Fußball in die Vereinigten Staaten an die University of Massachusetts Amherst zu den UMass Minutewomen. Nach nur einem Jahr, in dem sie für das Sport-Team der Universität in 16 Spielen elf Tore erzielte, kehrte sie zurück. In der Saison 2021/22 war sie mit 10 Toren nach Selina Cerci die zweiterfolgreichste Torjägerin von Turbine Potsdam und wechselte nach dieser Spielzeit zum Ligakonkurrenten TSG 1899 Hoffenheim.

### Nationalmannschaft
Kössler debütierte am 12. Mai 2016 beim 3:1-Sieg der U16-Nationalmannschaft gegen Österreich im Nationaltrikot und gehörte danach zum Kader der U17-Nationalmannschaft. Mit dieser Auswahlmannschaft gelang ihr 2017 die Qualifikation zur Europameisterschaft in Tschechien. Im Elfmeterschießen der Finalpartie gegen Spanien verwandelte sie ihren Schuss zum 3:1, der den Gewinn des Europameistertitels bedeutete. Mit drei Toren wurde sie zudem Torschützenkönigin des Turniers. Seit 2017 gehört sie zum Kader der U19-Nationalmannschaft, mit der sie sich 2018 für die Jahrgangseuropameisterschaft in der Schweiz qualifizierte, wo sie nach einer 0:1-Finalniederlage gegen Spanien Vizeeuropameister wurde. Kössler kam wie schon bei der U17-Europameisterschaft im Jahr zuvor in sämtlichen fünf Turnierspielen zum Einsatz.
Am 24. Juni 2023 debütierte sie in der A-Nationalmannschaft, die in Offenbach am Main ein WM-Vorbereitungsspiel gegen die Nationalmannschaft Vietnams bestritt, das mit 2:1 gewonnen wurde.

## Sonstiges
Kösslers Bruder Max spielt für den OSC Potsdam in der Deutschen Wasserball-Liga.
Ihr Tor während der U19-EM 2019 zum zwischenzeitlichen 3:0 im Gruppenspiel gegen Belgien am 19. Juli in der 53. Minute, als sie mit einem Distanzschuss die belgische Torhüterin bezwang, wurde für das Tor des Monats Juli 2019 nominiert. In der Abstimmung belegte sie den 2. Platz mit knapp 24 % der Stimmen hinter Aaron Opoku, dessen Tor rund 37 % der Stimmen erhielt.

## Erfolge
Verein
- Deutscher B-Juniorinnen-Meister 2015 und 2016 (mit dem 1. FFC Turbine Potsdam)

Nationalmannschaft
- U17-Europameister 2017
- U19-Vizeeuropameister 2018, 2019